# Thomas A. Bussiere

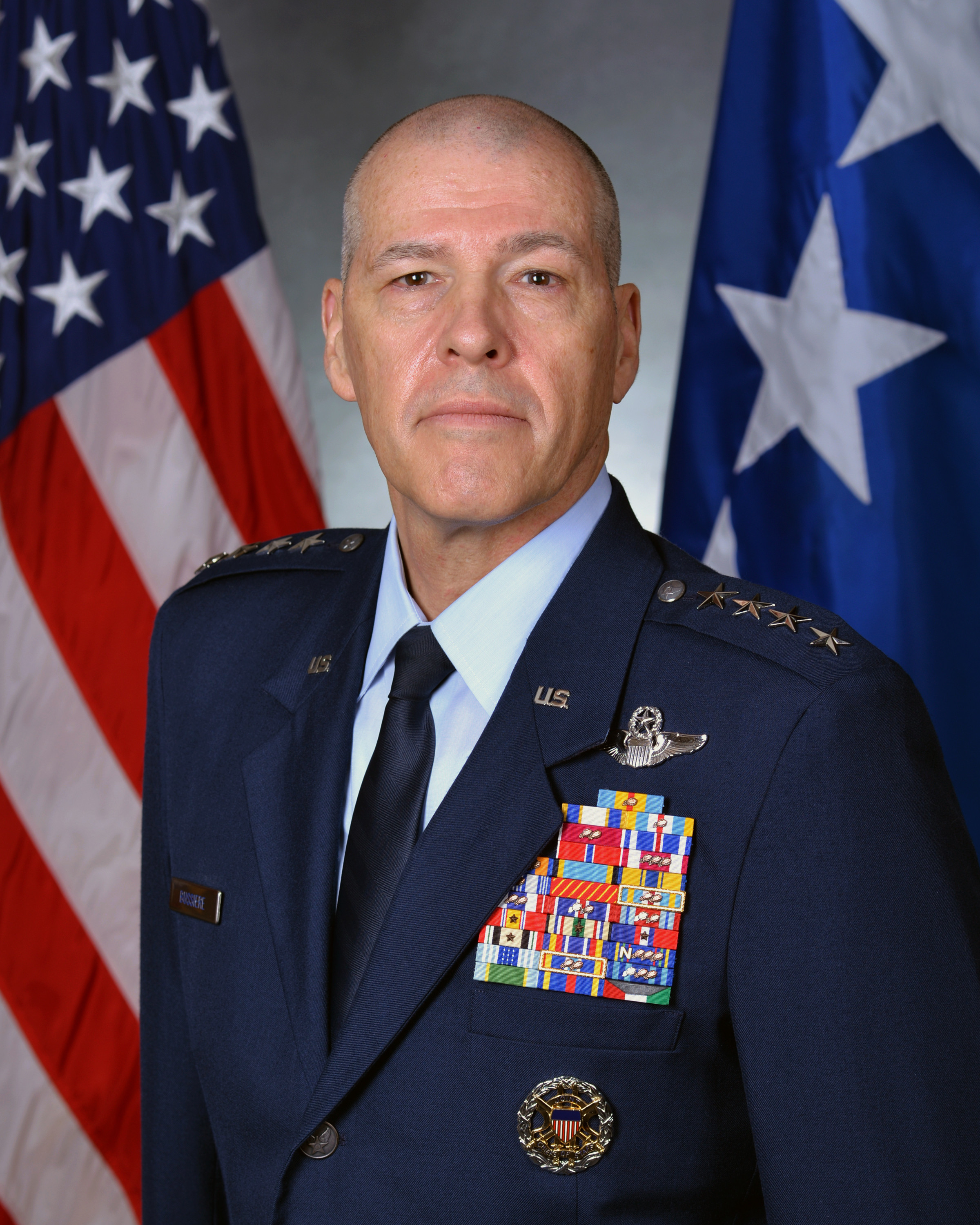
Thomas A. Bussiere (2022)

Thomas A. Bussiere (* 1963) ist ein US-amerikanischer General der United States Air Force und Kommandeur des Air Force Global Strike Command.

## Leben
Thomas A. Bussiere schloss 1985 sein Studium an der Norwich University mit einem Bachelor of Science ab und trat über das Reserveoffizierprogramm in die United States Air Force ein. Von April 1986 bis März 1987 wurde er auf der Williams Air Force Base zum Jetpiloten ausgebildet und war danach noch bis September 1990 Fluglehrer am gleichen Standort. Anschließend flog er zunächst McDonnell Douglas F-15 auf der Langley Air Force Base in Virginia und von 1996 bis 1999 das Muster Northrop B-2 auf der Whiteman Air Force Base in Montana. Er absolvierte von Juli 1999 bis Juni 2000 einen Lehrgang für Stabsoffiziere am Air Command and Staff College auf der Maxwell-Gunter Air Force Base in Alabama und anschließend an der School of Advanced Air and Space Studies ebendort.
Danach war er unter anderem als Staffelkapitän der 325th sowie der 13th Bomb Squadron in Whiteman eingesetzt, als Kommandeur der dortigen 509th Operations Group und von Juni 2012 bis Februar 2014 als Geschwaderkommodore des mit B-2 ausgerüsteten Verbandes. Währenddessen war er von Mai 2009 bis 2010 im Irak eingesetzt und diente von Juli 2010 bis Juni 2012 bereits im Air Force Global Strike Command. Am 3. August 2012 wurde er zum Brigadier General ernannt.
Anschließend wurde er als Vice Deputy Director for Nuclear, Homeland Defense, and Current Operations zu den Joint Chiefs of Staff versetzt und dort von Juni 2014 bis Juli 2016 als Deputy Director eingesetzt. 2015 wurde er zum Major General befördert. Von Juli bis Oktober 2016 war er kurz als Assistent des Kommandeurs AFGSC eingesetzt und übernahm schließlich das Kommando über die 8th Air Force und das Joint-Global Strike Operations Center auf der Barksdale Air Force Base. Am 24. August 2018 ernannte man ihn zum Lieutenant General und zum Kommandeur des United States Alaskan Command im Bereich des United States Northern Command und gleichzeitig der 11. Luftflotte und des für Alaska zuständigen regionalen Kommandos des North American Aerospace Defense Commands (NORAD) die alle auf der Elmendorf Air Force Base nahe Anchorage stationiert waren. Von April 2020 bis Dezember 2022 war er stellvertretender Kommandeur des United States Strategic Command auf der Offutt Air Force Base in Nebraska.
Im Dezember 2022 wurde er zum General befördert und zum Kommandeur des Air Force Global Strike Command ernannt.